# Rainbow Islands Revolution
Rainbow Islands Revolution è un videogioco per Nintendo DS, aggiornamento del gioco originale Rainbow Islands. A differenza di quest'ultimo, il protagonista Bub attraversa le fasi all'interno di una bolla e il giocatore deve guidarlo con lo stilo, disegnando con esso degli arcobaleni. Pertanto, il gioco utilizza principalmente il touch screen del DS.

## Modalità di gioco
Il giocatore deve trascinare Bub in giro usando lo stilo. Il contatto con i nemici o gli oggetti pericolosi come gli spuntoni fanno perdere un cuore al giocatore. Quando tutti i cuori sono stati persi, il giocatore perde una vita e deve ricominciare il livello da capo.
Quando il giocatore trascina lo stilo in un punto qualsiasi dello schermo che non sia Bub, il giocatore può creare un arcobaleno. L'arcobaleno funge da barriera attraverso la quale i nemici non possono passare. Se l'arcobaleno viene disegnato su un nemico, il nemico viene ucciso. Inoltre, quando il giocatore tocca un arcobaleno, questo cade rimuovendo tutti i nemici che si trovano al disotto.
Il giocatore può anche disegnare alcune forme speciali che creano arcobaleni con effetti particolari.